# Мориц Романо
Мориц Романо (Бијељина, 1. септембар 1921 − Скопље, 1. мај 2010) био је учесник Народноослободилачке борбе и друштвено-политички радник СР Македоније.

## Биографија
Рођен је 1921. године у Бијељини. Касније му се породица преселила у Битољ. Тамо је завршио трговачку школу. Студирао је економију на Економском факултету у Скопљу. Његов отац Аврам био је главни рабин за Битољ, све док није депортован у Треблинку, где је умро 1943. године.
Мориц је 1942. године постао члан Савеза комунистичке омладине Југославије и учествовао у вршењу задатака. Априла исте године ухапсиле су га бугарске власти и осудиле на робију. Одведен је у затвор у Бугарску, где је остао до септембра 1944, односно након капитулације колаборационистичке владе. По изласку из затвора био је постављен за секретара Окружног комитета КПМ за Радовиш, функција коју је вршио до 1953. године.
Дана 19. децембра 1953. године, био је изабран за секретара Народног собрања НРМ. Од 1953. до 1969. године био је члан Извршног већа Собрања СРМ. Био је потпредседник Републичке контролне комисије, помоћник министра финансија, затим председник Среског народног одбора у Радовишу, државни секретар за финансије НРМ, секретар Секретаријата Извршног већа НРМ за трговину и туризам, председник Републичке привредне коморе и амбасадор СФРЈ у Чилеу.
Био је и члан Централног комитета СК Македоније, члан председништва Главног одбора ССРН Македоније.
Имао је чин поручника ЈНА у резерви.
Преминуо је 1. маја 2010. године у Скопљу.
Носилац је Ордена заслуга за народ са сребрним зрацима, Ордена братства и јединства са сребрним венцем и осталих југословенских одликовања.